# Didesmandra aspera
Didesmandra aspera är en tvåhjärtbladig växtart som beskrevs av Otto Stapf. Didesmandra aspera ingår i släktet Didesmandra och familjen Dilleniaceae. Inga underarter finns listade i Catalogue of Life.